# Намиэ
Намиэ (яп. 浪江町 Намиэ-мати) — посёлок в Японии, находящийся в уезде Футаба префектуры Фукусима. Площадь посёлка составляет 223,14 км², население — 1395 человек (май 2020 года), плотность населения — 5,5 чел./км².

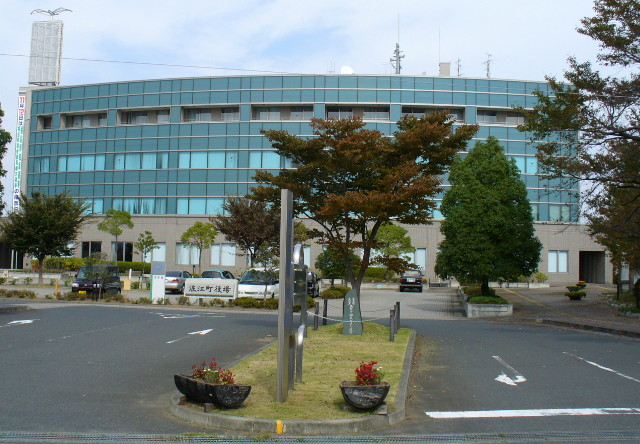
Мэрия посёлка Намиэ

11 марта 2011 года посёлок пострадал от землетрясения и цунами и последующей аварии на АЭС Фукусима I и впоследствии посёлок был эвакуирован. 22 ноября 2016 года у Намиэ произошло ещё одно землетрясение магнитудой 6,9. Приказ об эвакуации был отменён 31 марта 2017 года, но по состоянию на август 2017 года «труднодоступная территория» по-прежнему занимает большую часть посёлка (приказ об эвакуации отменён только на юго-востоке посёлка). Эстафета олимпийского огня летних Олимпийских игр 2020 прошла через посёлок Намиэ.

## Географическое положение
Посёлок расположен на острове Хонсю в префектуре Фукусима региона Тохоку. С ним граничат города Минамисома, Нихоммацу, Тамура, посёлки Кавамата, Футаба, Окума и сёла Иитате, Кацурао.

## Население
Население посёлка составляло 18 484 человека (1 августа 2014), а плотность — 82,85 чел./км². Изменение численности населения с 1980 по 2005 годы:
| 1980 | 22 601 чел. |  |
| 1985 | 23 595 чел. |  |
| 1990 | 23 515 чел. |  |
| 1995 | 23 245 чел. |  |
| 2000 | 22 609 чел. |  |
| 2005 | 21 615 чел. |  |

## Символика
Деревом посёлка считается сосна, цветком — космея, птицей — сизая чайка.